# Liste des sites Ramsar au Pérou
Cet article recense les zones humides du Pérou concernées par la convention de Ramsar.

## Statistiques
La convention de Ramsar est entrée en vigueur au Pérou le 30 mars 1992.
En janvier 2020, le pays compte 14 sites Ramsar, couvrant une superficie de 67 896,85 km2.

## Liste
| Site                                                   | Département        | Notes                                                                                    | Date              | Superficie (km²) | Altitude (m)  | Identifiant Ramsar | Identifiant WDPA | Coordonnées                        | Photo |
| ------------------------------------------------------ | ------------------ | ---------------------------------------------------------------------------------------- | ----------------- | ---------------- | ------------- | ------------------ | ---------------- | ---------------------------------- | ----- |
| Paracas                                                | Ica                |                                                                                          | 30 mars 1992      | 3 350,00         | 0 - 786       | 545                | 68137            | 13° 55′ 01″ sud, 76° 15′ 00″ ouest |       |
| Réserve nationale Pacaya-Samiria                       | Loreto             |                                                                                          | 30 mars 1992      | 20 800,00        | 125 - 800     | 546                | 68138            | 5° 15′ 00″ sud, 74° 40′ 01″ ouest  |       |
| Sanctuaire national Lagunas de Mejía (es)              | Arequipa           |                                                                                          | 30 mars 1992      | 6,906            | 0 - 4         | 547                | 68139            | 17° 07′ 59″ sud, 71° 51′ 00″ ouest |       |
| Lac Titicaca                                           | Puno               | Comprend la partie péruvienne du lac ; la partie bolivienne est également un site Ramsar | 20 janvier 1997   | 4 600,00         |               | 881                | 145547           | 15° 49′ 59″ sud, 69° 30′ 00″ ouest |       |
| Réserve nationale de Junín (es)                        | Junín, Pasco       |                                                                                          | 20 janvier 1997   | 530,00           | 4 080 - 4 125 | 882                | 145548           | 11° 00′ 00″ sud, 76° 07′ 59″ ouest |       |
| Sanctuaire national Los Manglares de Tumbes (es)       | Tumbes             |                                                                                          | 20 janvier 1997   | 29,72            | 0 - 10        | 883                | 145549           | 3° 25′ 01″ sud, 80° 16′ 59″ ouest  |       |
| Zone réservée Los Pantanos de Villa (es)               | Lima               |                                                                                          | 20 janvier 1997   | 2,63             | -1 - 5        | 884                | 145550           | 12° 12′ 00″ sud, 76° 58′ 59″ ouest |       |
| Complexe de zones humides du delta du río Pastaza (es) | Loreto             |                                                                                          | 5 juin 2002       | 38 273,2888      | 100 - 200     | 1174               | 900814           | 4° 00′ 00″ sud, 75° 25′ 01″ ouest  |       |
| Bofedales et lagune de Salinas (es)                    | Arequipa, Moquegua |                                                                                          | 28 octobre 2003   | 176,57           |               | 1317               | 902254           | 16° 22′ 01″ sud, 71° 07′ 59″ ouest |       |
| Laguna del Indio (es) - Dique de los Españoles         | Arequipa           |                                                                                          | 28 octobre 2003   | 5,02             |               | 1318               | 902255           | 15° 46′ 01″ sud, 71° 03′ 00″ ouest |       |
| Zone humide Lucre-Huacarpay (es)                       | Cuzco              |                                                                                          | 23 septembre 2006 | 19,7885          |               | 1627               | 902911           | 13° 37′ 01″ sud, 71° 43′ 59″ ouest |       |
| Lagunas Arreviatadas (es)                              | Cajamarca          |                                                                                          | 15 mai 2007       | 12,50            | 3 000 - 3 300 | 1691               | 903061           | 5° 13′ 59″ sud, 79° 16′ 01″ ouest  |       |
| Mangroves de San Pedro de Vice (es)                    | Piura              |                                                                                          | 12 juin 2008      | 33,99            |               | 1811               | 109083           | 5° 30′ 36″ sud, 80° 52′ 55″ ouest  |       |
| Estuaire de Virrilà                                    | Piura              |                                                                                          | 21 juin 2021      | 56,438           |               | 2455               |                  | 5° 50′ 29″ S, 80° 49′ 57″ O        |       |